# Cykl sonatowy
Cykl sonatowy – forma muzyczna popularna zwłaszcza w okresie klasycyzmu, występuje w układzie cztero- i trzyczęściowym.
Układ czteroczęściowy, charakterystyczny np. dla symfonii:
1. Allegro sonatowe – forma sonatowa, tempo szybkie.
2. Adagio, Largo – forma ABA, lub forma wariacyjna, tempo wolne.
3. Menuet lub Scherzo – tanecznopochodna, forma ABA, tempo szybkie.
4. Presto, Vivo – forma ronda, wariacyjna lub sonatowa, tempo szybkie lub bardzo szybkie.

Układ trzyczęściowy, charakterystyczny np. dla koncertów instrumentalnych, posiada tylko trzy części.
Zbudowany jest zatem w następujący sposób:
1. Allegro sonatowe
2. Adagio, Largo
3. Presto, Vivo

Przykłady z literatury muzycznej:
Układ czteroczęściowy: Ludwig van Beethoven, Symfonia nr 3 Es-dur op.55 Eroica
- Część 1 – Allegro con brio
- Część 2 – Marsz żałobny – adagio assai
- Część 3 – Scherzo – allegro vivace
- Część 4 – Finale – allegro molto

Układ trzyczęściowy: L.van Beethoven, Sonata c-moll op.13 Patetyczna
- Część 1 – Grave – Allegro – forma sonatowa
- Część 2 – Adagio cantabile
- Część 3 – Rondo Allegro